# USANA
USANA是一家美国公司，制造和销售营养和护肤产品以及膳食补充品。 其产品主要生产于犹他州西瓦利城工厂，并在美国、中国、香港、台湾、马来西亚、新加坡、印尼、日本、韩国、加拿大、澳大利亚、新西兰、墨西哥、荷兰、英国、加勒比地区、波多黎各、菲律宾、法国、西班牙、意大利、德国、罗马尼亚、丹麦和哥伦比亚等地销售。
2014 年，USANA 开始在中国兴建制造工厂。 该工厂于 2017 年投入运营，之后 USANA 在中国的销售额增长了超过 40%。 至 2018 年，由于亚太地区的业务增长，USANA 报告了创纪录的营业收入额。 2019 年，公司 80% 以上的收入来源于亚太地区。

## 概述
自1996年6月17日起，公司在纽约证券交易所上市，证券代码为USNA。 创始人麦伦・华斯（Myron Wentz）在1992年至2008年期间担任公司首席执行官，之后他的儿子Dave Wentz接任此职位。在此之前，Dave Wentz依次在公司担任总裁、执行副总裁和策略发展资深副总裁等职位。
2015年，USANA宣布将由Wentz和Kevin Guest共同担任首席执行官，前者负责全球运营，后者负责市場发展和销售。2016年11月，Guest被任命为唯一首席执行官。
2020年，USANA被Euromonitor International评为马来西亚顶级膳食补充品品牌。公司的制造工艺已通过美国药典公约（USP）质量体系GMP审核计划的认证，其包括omega-3补充品活力奥米加在内的诸多产品已获得消费者实验室的认可。

## BabyCare（葆嬰）
2013年，USANA宣布有意收购BabyCare Ltd.，这是一家在北京等21座城市开展业务的中国产前补充品公司。2019年2月，中国商务部因产品广告宣传夸大其实以及不受监管行业中的保健产品存在问题，暂停了所有多层次营销公司和参与者的运营，从而对全国保健食品行业进行为期100天的审查。中国相关部门发起“百日行动”以重整保健品市场，共下架各类企业的49件产品、吊销各类企业的食品经营许可证54件、吊销各类企业的营业执照90件、撤销假冒伪劣聚点465个。在中国政府主办的一次活动中，包括BabyCare Ltd.在内的85家公司签署了自律和规范运营声明，并且BabyCare在此期间进行了发言。